# Sodio lauroil sarcosinato
Il sodio lauroilsarcosinato (INCI), noto anche come Gardoll, è un tensioattivo anionico derivato dalla sarcosina utilizzato come agente schiumogeno e detergente in shampoo, schiume da barba, dentifrici e prodotti per l'igiene personale.
Questo tensioattivo ha proprietà anfifiliche grazie alla catena idrofobica a 12 atomi di carbonio ( lauroile ) e al carbossilato idrofilo . Poiché l'atomo di azoto è in un legame ammidico, l'azoto non varia la sua carica rispetto al pH ed è neutro in tutte le soluzioni acquose. Il carbossilato, invece ha un pKa di circa 3,6 e quindi è caricato negativamente in soluzioni con pH superiore a circa 5,5.

## Nella cultura
Il lauroil sarcosinato di sodio è stato venduto come ingrediente speciale chiamato "Gardol" nel dentifricio Colgate, durante gli anni '50 fino alla metà degli anni '60 negli Stati Uniti e fino alla metà degli anni '70 in Francia. Inoltre è correntemente usato in altri prodotti per l'igiene dentale, negli stati Uniti d'America.